# Ali Yahia Abdennour
Pour les articles homonymes, voir Abdennour.
Ali Yahia Abdennour (en kabyle : Σli Yaḥya Σabdennur, en tifinagh : ⵄⵍⵉ ⵢⴰⵀⵢⴰ ⴰⴱⴷⴻⵏⵏⵓⵔ), né le 18 janvier 1921 à Aït Yahia, en Algérie et mort le 25 avril 2021 à Alger, est un homme politique, avocat et militant des droits de l'Homme algérien.

## Enfance et éducation
Ali Yahia Abdennour naît le 18 janvier 1921 dans le village Lemkhardha, ancien hameau de Taqa dans la commune d'Aït Yahia, dans l'actuelle wilaya de Tizi Ouzou, en Algérie alors départements français. Il fait son primaire à Tizi Ouzou et finit ses études secondaires à Médéa.

## Début de carrière et guerre d'Algérie
Abdennour devient instituteur, affecté durant quatre années à Affreville, aujourd'hui Khemis-Miliana, ville natale du futur commandant de Wilaya IV M'Hamed Bougara qu'il rencontre plus tard dans la clandestinité. En 1943, il est mobilisé par les Alliés qui ont repris l'Algérie au régime de Vichy ; il est envoyé au Maroc pour suivre une formation sur les blindés et participe ensuite à la bataille des Ardennes où il est blessé. Il est alors décoré de la croix de guerre,.
En 1945, il adhère au Parti du peuple algérien (PPA) puis au Mouvement pour le triomphe des libertés démocratiques (MTLD) et il quitte le MTLD lors de la crise berbériste en 1949.
Ali Yahia Abdennour rejoint le FLN en 1955. En 1956, il est emprisonné dans la prison de Berrouaghia, ensuite à camp Paul Gazelles, puis à camp Bossuet. Libéré en 1960, Ali Yahia Abdennour devient secrétaire général de l'UGTA. Après l'indépendance, il est député FLN de la Wilaya de Tizi Ouzou à l'assemblée nationale constituante. Il rejoint la rébellion de Hocine Aït Ahmed en 1963 et il se rallie après à la position de Ahmed Ben Bella [réf. nécessaire].

## Ministre, avocat, militant des droits humains
Il est ministre des Travaux publics et des Transports puis ministre de l'Agriculture et de la Réforme agraire durant une année dans le gouvernement de Houari Boumediène, entre 1965 et 1968. En 1967, il démissionne  après de violents accrochages avec  Kaïd Ahmed, au sujet du projet de la révolution agraire.
Après des études en droit, il devient avocat, en 1972. Il défend bénévolement plusieurs détenus d'opinion. Le 2 octobre 1983, il est enlevé, à son cabinet, par la sécurité militaire. Détenu plus de trois semaines dans un endroit inconnu, il est déféré devant le parquet de la cour de Médéa et incarcéré à la prison de Berrouaghia. Il est accusé d'avoir introduit des armes et des munitions dans le territoire national, en vue de perpétrer des actes criminels (El Moudjahid, 29-10-1983). La veille de sa visite officielle en France, le président Chadli déclare au quotidien Le Monde du 05-11-1983, au sujet de cette arrestation, que le problème n'est pas politique, mais plutôt une affaire de trafic de drogue et de devises. Il est libéré en 1984.
En 1985, deux groupes, celui d'Alger porté par Omar Ménouar, et le groupe de Tizi Ouzou représenté par Ali Yahia, s'affrontent pour le contrôle de la Ligue algérienne pour la défense des droits de l'homme, qui n'était pas encore officiellement créée. Ali Yahia Abdennour ne sera pas élu président, car il était perçu proche du mouvement berbériste. Ali Yahia crée une autre ligue aussitôt, mais il sera arrêté. Selon les autorités algériennes, il n'avait pas d'agrément.
Ali Yahia fait partie des membres fondateurs de la Ligue algérienne pour la défense des droits de l'homme (LADDH), le 30 juin 1985. Cette ligue se pose en opposition au pouvoir algérien qui crée une ligue du même nom.
Ali Yahia Abdennour s'oppose à l'interruption du processus électoral de 1991 et défend certains des dirigeants du FIS. Il participe en 1994 à la conférence de Sant'Egidio à Rome.
En 2011, il prend part à l'appel de la Coordination nationale pour le changement et la démocratie (CNCD).
Le 8 octobre 2017, il appelle, conjointement avec Ahmed Taleb Ibrahimi et Rachid Benyelles, à déclarer l'état d'incapacité du président Bouteflika, victime d'un AVC.
Le 20 mai 2018, il perd son fils aîné, le chirurgien Amokrane.

## Hirak
Le 18 mai 2019, dans le contexte des manifestations de 2019 en Algérie, il appelle, conjointement avec Ahmed Taleb Ibrahimi et Rachid Benyelles, à reporter l'élection présidentielle algérienne de 2019, et à lancer un dialogue entre l'armée et les représentants des manifestants pour mettre en place une transition politique.
Le 15 octobre, Abdennour et plusieurs autres personnalités, dont l'ancien chef du gouvernement Ahmed Benbitour, l'ancien ministre des Affaires étrangères Ahmed Taleb Ibrahimi, l'ancien ministre de la Culture Abdelaziz Rahabi et l'ancien ministre de l'Éducation Ali Benmohamed, de même que l'avocat Abdelghani Badi, et les universitaires Nacer Djabi et Louisa Ait Hamadouche, appellent à « une nouvelle lecture de la réalité », avec des mesures d'apaisement, d'ouverture démocratique, au départ des dignitaires du régime, ainsi qu'à la tenue de la présidentielle après un dialogue.
Le 10 décembre, avec 18 autres personnalités, dont Ahmed Taleb Ibrahimi, l'opposant Mostefa Bouchachi, Ali Benmohamed, Abdelaziz Rahabi, Ahmed Benbitour, Abdelghani Badi, ainsi que Nacer Djabi et Louisa Ait Hamadouche, il appelle à ne pas empêcher ceux qui veulent voter de le faire.

## Ouvrages
- Algérie: Raisons et déraison d'une guerre, Éditions L'Harmattan, 2000  (ISBN 978-2738448675)
- La dignité humaine, Éditions  Inas, 2007  (ISBN 978-9961762189)
- La crise berbère de 1949: portrait de deux militants, Ouali Bennaï et Amar Ould-Hamouda, Éditions Barzakh, 2013  (ISBN 9789931325611)
- Lettre ouverte au système politique: et au dernier pouvoir qu'il a engendré, Éditions Koukou, 2016  (ISBN 9789961903162)
- Mon testament pour les libertés, Éditions Koukou, 2017  (ISBN 978-9931315308)